# Pietro Atenolfo
Pietro Atenolfo OSBCas (auch Petrus, Abt von S. Benedikt in Salerno sowie Petrus Adenulfi de Capuani; * in Capua; † 13. Februar unbekanntes Jahr, nach 1069) war ein italienischer Benediktiner und Kardinal.

## Leben
Pietro trat 1052 in die Abtei Montecassino ein. Kurz nach dem November 1063 wurde er Abt von San Benedetto in Salerno. 1064 wurde er Legat auf Sardinien. 1065 erhob Papst Alexander II. ihn zum Kardinalpriester. Eine Titelkirche ist nicht mehr bekannt. Kardinal Petrus Damiani OSBCam erwähnte ihn in einem Brief vom Februar/März 1069.